# جيم بيتس (سياسي)
جيم بيتس هو سياسي أمريكي، ولد في 21 يوليو 1941 في دنفر في الولايات المتحدة. نشط حزبياً في الحزب الديمقراطي.

## مناصب
- انتخب عضو مجلس النواب الأمريكي [الإنجليزية]‏ عن دائرة California's 44th congressional district [الإنجليزية]‏ وقد انضم خلال فترته النيابية [الإنجليزية]‏ (3 يناير 1989 – 3 يناير 1991) للكتلة البرلمانية الحزب الديمقراطي.
- انتخب عضو مجلس النواب الأمريكي [الإنجليزية]‏ عن دائرة California's 44th congressional district [الإنجليزية]‏ وقد انضم خلال فترته النيابية [الإنجليزية]‏ (3 يناير 1987 – 3 يناير 1989) للكتلة البرلمانية الحزب الديمقراطي.
- انتخب عضو مجلس النواب الأمريكي [الإنجليزية]‏ عن دائرة California's 44th congressional district [الإنجليزية]‏ وقد انضم خلال فترته النيابية [الإنجليزية]‏ (3 يناير 1985 – 3 يناير 1987) للكتلة البرلمانية الحزب الديمقراطي.
- انتخب عضو مجلس النواب الأمريكي [الإنجليزية]‏ عن دائرة California's 44th congressional district [الإنجليزية]‏ وقد انضم خلال فترته النيابية [الإنجليزية]‏ (3 يناير 1983 – 3 يناير 1985) للكتلة البرلمانية الحزب الديمقراطي.
- انتخب عضو مجلس النواب الأمريكي [الإنجليزية]‏.